# ニコラス (オンゲルマンランド公)
ニコラス（Nicolas Paul Gustaf, 2015年6月15日 - ）は、スウェーデンの王子。カール16世グスタフの末子マデレーン王女とクリストファー・オニールの第2子、長男。姉にゴットランド公爵レオノール王女が、妹にアドリアンネ王女がいる。

## 概要
2015年6月15日にストックホルム、ダンデリード市のダンデリード病院で生まれ、6月15日に祖父のカール16世グスタフ国王によって名前と称号 （オンゲルマンランド公爵）が発表された。
同年10月11日にドロットニングホルム宮殿の礼拝堂で洗礼式が執り行われた 。
スウェーデンは法律で王女の子も王室の範囲内に入るので、ニコラスも王子（Prins）となる。ただし2019年10月7日付けで、王子の称号や爵位は保持しながらも、「殿下」（Hans Kunglig Höghet）の称号を有したりや国費を受け取る王族の身分からは外れている。
両親は生活の拠点をニューヨークにおいていたが、2024年にスウェーデンに戻ってきている。